# ドゥカティ・スポーツクラシック
スポーツクラシック（SportClassic）とは、2005年からドゥカティが製造販売する、クラシカルな外観を持つスポーツバイクの一シリーズである。

## 概要
2003年11月の東京モーターショーでプロトタイプが発表され、その後のWeb(ウェブ)を利用したアンケート調査で発売を望む回答が多く寄せられたために、翌2004年には正式に生産が決定した。2004年秋から予約受付を開始、2005年秋から正式に販売を開始した。(年式としては2006年からとなる)
当初はポールスマート1000LE（Limited Edition）とスポーツ1000の2車種が発売され、翌2006年にはGT1000が、更に翌2007年式としてスポーツ1000Sとスポーツ1000ビポストが追加発売された。
いずれの車種も、以前ドゥカティが販売していた車種をモチーフにした古風な外観にデザインされており、常に最新のスポーツバイクを開発販売してきた近年のドゥカティとは違う、新しい路線を拓くシリーズとなった。

## 車両解説
スポーツクラシック・シリーズは、その名の通り古風な外観を持つのが一番の特徴であるが、単なる懐古趣味に終わらないよう、現在のドゥカティが製造販売するスポーツバイクの例に漏れず、その走行性能は現代的な一般レベルかそれ以上を有している。
一定基準以上の走行性能を維持しながら古風な外観を実現するために、エンジンは排気量992ccの空冷デスモドロミック2バルブ90度V型2気筒ツインスパークエンジン(1000DSエンジン)に燃料噴射を組み合わせて採用している。最大出力は各車種共通で、67.7kW/92psとなっている。
ホイールも外観上の理由からスポーク式を採用し、専用の極太リムに同じく専用のチューブ式ラジアルタイヤを履かせている。なお、前輪で120/70-17、後輪で180/55-17という極太サイズのチューブ式タイヤを採用するスポーツバイクは、2007年現在では他社を含めても非常に珍しい。
一方、外観よりも性能を重視された点もある。フレームは、モチーフとされた過去の車種では一般的なダイアモンドフレームが採用されていたが、スポーツクラシックでは現在のドゥカティお得意の鋼管トレリスフレームを採用している。またフロントサスペンションも、同じテレスコピック式ながら、より現代的な倒立式を採用している。
クラッチは、過去車種（スポーツ1000およびポールスマート1000）においてはレーシーな乾式が、現行車種では一般的な湿式が採用されている。なお、乗車定員は過去車種が1名、現行車種では2名となっている。

## モデル一覧

### 現行車種

#### スポーツ1000ビポスト
スポーツ1000を二人乗り仕様に変更した車種。
基本的な外観はスポーツ1000に準じるが、二人乗りに対応するために、片側1本式だったリアサスペンションは左右両側2本式に改められ、それに応じてスイングアームも左右対称の形状の両持ち式へ変更されている。それにあわせて、マフラーも左右に振り分けた2本出しの艶消し黒塗装マフラーとなっている。また、二人乗りのためにダブルシートが採用され、タンデムステップとそれが取り付けられるよう大型化されたステッププレート等が装備されたほか、ハンドルバーもやや高めのものへ変更され、乗車姿勢は前傾がやや緩くなっている。
なお、スポーツ1000ビポストの日本への正規輸入販売の予定は2007年現在では計画されていない。

#### スポーツ1000S
スポーツ1000に、ハーフカウルを装着した車種。
その外観は、限定販売だったポールスマート1000LEに似ているが、スポーツ1000Sは二人乗り可能な仕様だという違いがある。そのために、カウル以外の部分の多くは、ポールスマート1000LEやスポーツ1000とよりも、スポーツ1000ビポストとの共通点が多い。左右に振り分けた2本出しとなった艶消し黒塗装マフラーや、左右両側2本式のリアサスペンションとそれに応じた左右対称形状のスイングアーム等がそうである。二人乗りに対応するためにタンデムシートが装備されるが、シングルシートに見えるように後部を覆う、脱着可能なシングルシートカウルが標準装備される。

#### GT1000
1971年から1975年まで同社で販売された750GT(Gran Turismo、グランツーリスモ)をモチーフにデザインされた車種。
GT1000もスポーツ1000と同じくカウルを持たないネイキッドタイプの外観を持つが、スポーツ1000やその派生車種との大きな違いとして、高めに位置するバーハンドルとやや前方へずらされたステップがもたらすその乗車姿勢がある。その他の主な外観上の違いは、左右振り分けの2本出しは同じながらクロームメッキされたマフラーと、追加されたサイドカバーである。二人乗り仕様のために、ダブルシートやタンデムステップと、左右両側2本式のリアサスペンションとそれに応じた左右対称の形状の両持ち式スイングアームを採用するのはスポーツ1000ビポスト等と同じだが、リアサスペンションはリザーバータンクのないシンプルな形状のものへ変更されている。また、細かい変更点としては、他のスポーツクラシック・シリーズではアルミ製リムなのに対して、GT1000のみクロームメッキの鉄製リムが採用されている点が挙げられる。

### 生産終了車種

#### スポーツ1000
1972年から1975年に同社で販売されていた、750S(Sport、スポーツ)をモチーフにした外観を持つ車種。後年発売されたスポーツ1000ビポストと呼び分けるために、スポーツ1000モノポストと呼ばれる場合もある。2005年から2007年まで販売された。
スポーツ1000はカウルを持たない、いわゆるネイキッドバイクの外観を持つが、トップブリッジ(上部三叉)より下に取り付けるクリップオンハンドルを採用するために、その乗車姿勢(ライディングポジション)は前傾がきついスポーティなものである。それ以外にも、左右のハンドルバーの端(バーエンド)に装着されたミラーが、スポールト1000の外観上の特徴の一つとなっている。
また、車体右側にまとめられた2本出しの艶消し黒塗装マフラー、左右非対称の形状の両持ち式スイングアームと車体左側のみに装着された1本式のリアサスペンションはポールスマート1000LEと同様のものであり、そのためにスポーツ1000も一人乗り仕様である。

#### ポールスマート1000LE
1972年のイモラ200マイルレースで優勝したレーシングライダーであるポール・スマートと彼が乗っていたイモラ・レーサーをモチーフにデザインされた車種。限定車種として2005年から2006年まで販売された。
外観はイモラ・レーサーやそのレプリカとして登場した初代SSをモチーフにしており、ハーフカウルを装着し、シングルシートの一人乗り仕様となっている。ただし外観上の完全なレプリカを目指してはおらず、艶消し黒塗装のマフラーは車体右側にまとめられた2本出しで、車体左側のみの1本式リアサスペンションと左右非対称の形状の両持ち式スイングアームを採用する。また、前後のサスペンションに全調整式のオーリンズ製を採用するのは、他のスポーツクラシック・シリーズとの大きな違いの一つである。